# Cônego Goulart
Cônego João Ferreira Goulart  (São Gonçalo, 12 de outubro de 1844 — São Gonçalo, 11 de março de 1903) foi padre católico brasileiro, que se tornou um personagem histórico do município fluminense de São Gonçalo.
A cidade deve, em grande parte, a sua independência política ao religioso, que influiu com o seu prestígio junto ao governo do Estado do Rio de Janeiro. [carece de fontes?]
O religioso era dono da Fazenda Trindade que, por volta de 1877, foi adquirida pela família Corrêa e, depois de loteada, deu origem ao bairro Trindade.
Monarquista convicto, foi acusado, em 1893, de fazer parte de uma trama para o restabelecimento da monarquia, pelo que foi preso em fevereiro de 1894, pelos republicanos radicais.
Em sua homenagem, uma escola estadual no bairro Sete Pontes e uma rua do bairro Neves levam seu nome.